# 魔导师阴谋
《魔导师阴谋》是一款由Data East制作和发行的策略类动作游戏。本游戏于1990年9月14日在日本地区FC游戏机发行。

## 游戏模式
游戏分为三个模式。故事模式、比赛模式和对战模式。
- 故事模式：魔道师的阴谋。玩家控制的王子需要和电脑控制的魔导师进行场景的回合制对战。其中每一次人员对战则为格斗类型的比赛模式。
- 比赛模式：玩家选择人物进行格斗比赛。玩家可以选择比赛场所。
- 对战模式：玩家选择场景进行如故事模式的回合制比赛。